# 페루자
페루자(이탈리아어: Perugia)는 테베레강이 가로지르는 이탈리아 중부 움브리아주에 있는 도시이다. 움브리아주의 주도이며, 페루자도의 도청 소재지이기도 하다. 로마에서는 북쪽으로 164km, 피렌체에서는 남동쪽 148km 거리에 있다.
페루자의 역사는 에트루리아 시대까지 거슬러 올라간다. 페루자는 주요 에트루리아 도시 중 한곳이였다. 또한 1308년에 세워진 페루자 대학교, 외국인 대학교, 그리고 1573년에 세워진 민간 문예(과학) 진흥 기관인 피에트로 파누치 예술 학교, 페루자 대학교 번역, 통역 기관, 1788년에 세워진 페루자 음악 학교, 그외에 기관 같은 작은 단과 대학들이 있어, 대학의 도시라고도 알려져있다. 매년 축제와 행사가 열리며, 유로초콜릿 축제(10월), 움브리아 재즈 축제(7월), 국제 저널리즘 축제(4월)등이 있다.
페루자는 이탈리아 예술, 문화의 중심지로도 알려져있다. 페루지노라는 별명을 썼던 유명한 화가인 피에트로 바누치는 페루자 인근 치타델라피에베 출생이다. 그는 지역내에 아름다운 프레스코화 몇 작품들을 장식했으며, 이 중 8개는 움브리아 국립 미술관에서 전시중이다. 페루지조는 라파엘로 산치오의 스승이며, 페루자에서 다섯 회화(오늘날에는 존재하지 않음)와 한 개의 프레스코를 완성한 위대한 르네상스의 예술가이다. 페루자에 거주했던 다른 유명한 화가로는 핀투리키오가 있다. 갈레아초 알레시는 페루자 출신의 가장 유명한 건축가이다. 페루자의 상징은 그리핀이며, 도시 있는 건물들에 기념비와 조각상에서 볼 수 있다.

## 역사
페루자는 움브리족들의 정착지였지만, 역사에서는 에트루리아의 12개 도시 동맹 가운데 하나인 페루시아로 처음 등장했으며, 이는 퀸투스 파비우스 픽토르의 기술에서 처음 언급되어, 티투스 리비우스가 활용하였고, 기원전 310년 또는 309년에 퀸투스 파비우스 막시무스 룰리아누스가 에트루리아 동맹군을 상대로 원정을 나설 때 사용되었다. 그 당시에 3년간의 정전이 이뤄졌지만, 페루시아가 볼시니와 아레티움([[아레초)와 함께 제3차 삼니움 전쟁에 참전하였고, 쇠퇴하면서 다음해에 평화 조약을 채결하였다.
기원전 216년과 205년에 제2차 포에니 전쟁 당시에 로마를 지원했지만, 그 이후로 기원전 40-41년까지 언급되지 않았다가, 루시우스 안토니우스가 페루시아로 대피하여, 긴 공성전 끝에 옥타비아누스에게 몰락하고, 원로원들이 사형 선고를 내렸다. 투석병들이 사용한 많은 탄환들이 이 도시와 주변에서 발견되고 있다.
롬바르디아 시대에 페루자는 투시아의 주요 도시 중 하나라고 밝혀졌다. 9세기에 샤를마뉴와 루트비히 1세의 영역에 있다가 교황의 지배하로 넘어갔다. 하지만 11세기에 페루자 코무네느 스스로 독립을 선언하여 수세기 동안 독립 상태로 있었고, 이웃 지역들과 도시인 폴리뇨, 아시시, 스폴레토, 토디, 시에나, 아레초등과 전쟁을 벌였다. 1186년 로마인의 황제(rex romanorum)이자 미래의 황제인 하인리히 6세가 페루자의 총독을 외교적으로 인정해주었다. 이후에 교황령의 존엄을 위해서 성 베드로의 세습 영지를 구성하려던 교황 인노첸시오 3세는 신성 로마 제국령의 타당성을 인정하였고 페루자의 법적 효력이 실행되고 있음을 공인하였다.

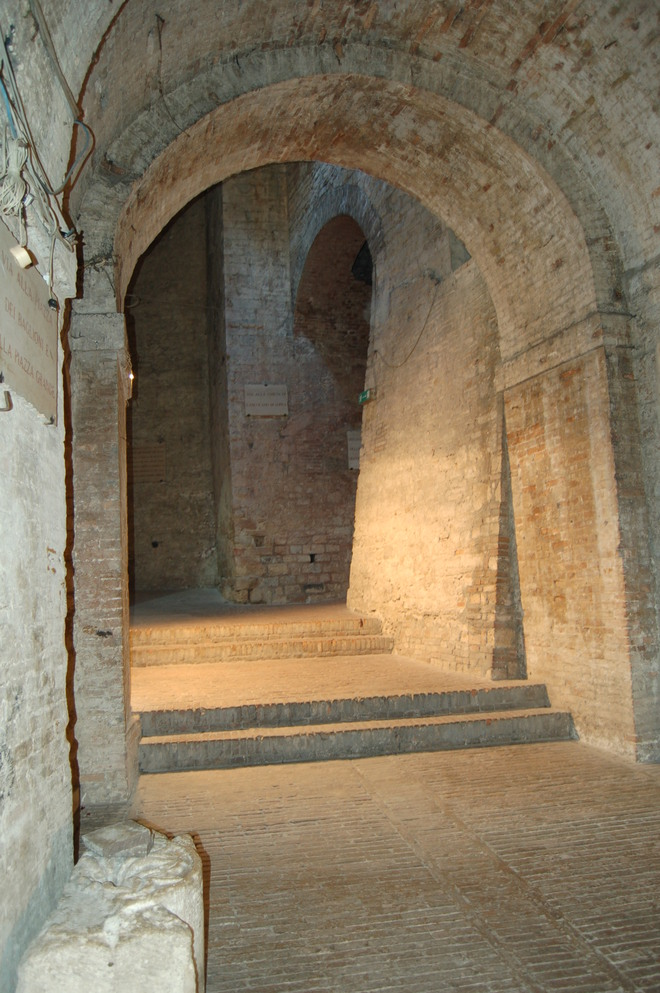
로카 파올리나

1797년에 프랑스 군대에게 정복당하였다. 1798년 2월 4일에 페루자를 수도로 하고, 프랑스 국기를 국기로 채택한 티베리나 공화국(Repubblica Tiberina)이 세워졌다. 1799년 티베리나 공화국은 로마 공화국에 합병되었다.
페루자는 1832년, 1838년, 1854년에 지진 피해를 입었다. 1849년 5월에 오스트리아가 포위를 하여 로마 공화국이 붕괴하고 나서, 페루자 성벽의 일부가 무너져내렸다. 1859년 6월 페루자 거주민들은 교황의 속세권에 반발해 봉기를 일으키고 임시 정부를 세웠지만, 그 반란 사태는 교황 비오 9세에게 진압되었다. 1860년 9월 페루자는 나머지 움브리아 지역들과 함께 이탈리아 왕국의 일부로서 통일되었다. 제 2차 세계 대전 기간에는 경미한 피해만을 입었고 1944년 6월 20일에 영국 제8군에 의해서 해방되었다.

## 경제
페루자는 바치(Baci)를 널리 수출하는 회사인 페루지나 덕에 초콜릿으로 유명하다. 페루자의 초콜릿은 이탈리아에서 매우 인기가 높다. 산시스토(페루자)에 위치한 페루지나의 공장 단지는 네슬레가 이탈리아에 있는 공장 중에서 9번째로 크다. 미국 네슬레 공식 홈페이지에 따르면, 바치는 이탈리아에서 가장 유명한 초콜릿 브랜드라고 한다.
페루자에서는 매년 10월마다 초콜릿 축제가 열린다.

## 지리
페루자는 움브리아 주의 주도이다.
페루자에서 주변 도시 거리: 아시시 19km, 시에나 102km, 피렌체 145km, 로마 164km.

### 기후
페루자가 이탈리아 중부 지역에 위치해 있더라도, 이탈리아 북부와 유사한 온난 습윤 기후 (쾨펜의 기후 구분 Cfa)를 띈다. 이 지역의 기후는 최고 기후와 최저 기후의 차이는 크지 않으며, 해마다 충분한 강수량을 지녔다.
| 페루자 (1971년–2000년, 극치 1967–현재)의 기후     | 페루자 (1971년–2000년, 극치 1967–현재)의 기후 | 페루자 (1971년–2000년, 극치 1967–현재)의 기후 | 페루자 (1971년–2000년, 극치 1967–현재)의 기후 | 페루자 (1971년–2000년, 극치 1967–현재)의 기후 | 페루자 (1971년–2000년, 극치 1967–현재)의 기후 | 페루자 (1971년–2000년, 극치 1967–현재)의 기후 | 페루자 (1971년–2000년, 극치 1967–현재)의 기후 | 페루자 (1971년–2000년, 극치 1967–현재)의 기후 | 페루자 (1971년–2000년, 극치 1967–현재)의 기후 | 페루자 (1971년–2000년, 극치 1967–현재)의 기후 | 페루자 (1971년–2000년, 극치 1967–현재)의 기후 | 페루자 (1971년–2000년, 극치 1967–현재)의 기후 | 페루자 (1971년–2000년, 극치 1967–현재)의 기후 |
| 월                                                | 1월                                           | 2월                                           | 3월                                           | 4월                                           | 5월                                           | 6월                                           | 7월                                           | 8월                                           | 9월                                           | 10월                                          | 11월                                          | 12월                                          | 연간                                          |
| ------------------------------------------------- | --------------------------------------------- | --------------------------------------------- | --------------------------------------------- | --------------------------------------------- | --------------------------------------------- | --------------------------------------------- | --------------------------------------------- | --------------------------------------------- | --------------------------------------------- | --------------------------------------------- | --------------------------------------------- | --------------------------------------------- | --------------------------------------------- |
| 역대 최고 기온 °C (°F)                            | 17.3 (63.1)                                   | 21.7 (71.1)                                   | 25.6 (78.1)                                   | 29.7 (85.5)                                   | 35.0 (95.0)                                   | 37.5 (99.5)                                   | 39.6 (103.3)                                  | 38.9 (102.0)                                  | 35.3 (95.5)                                   | 30.2 (86.4)                                   | 24.0 (75.2)                                   | 19.3 (66.7)                                   | 39.6 (103.3)                                  |
| 일평균 최고 기온 °C (°F)                          | 8.9 (48.0)                                    | 10.9 (51.6)                                   | 14.1 (57.4)                                   | 16.8 (62.2)                                   | 22.1 (71.8)                                   | 26.1 (79.0)                                   | 30.0 (86.0)                                   | 30.0 (86.0)                                   | 25.5 (77.9)                                   | 19.7 (67.5)                                   | 13.3 (55.9)                                   | 9.3 (48.7)                                    | 18.9 (66.0)                                   |
| 일일 평균 기온 °C (°F)                            | 4.8 (40.6)                                    | 6.0 (42.8)                                    | 8.4 (47.1)                                    | 11.0 (51.8)                                   | 15.7 (60.3)                                   | 19.4 (66.9)                                   | 22.6 (72.7)                                   | 22.8 (73.0)                                   | 19.2 (66.6)                                   | 14.4 (57.9)                                   | 8.9 (48.0)                                    | 5.5 (41.9)                                    | 13.2 (55.8)                                   |
| 일평균 최저 기온 °C (°F)                          | 0.6 (33.1)                                    | 1.1 (34.0)                                    | 2.6 (36.7)                                    | 5.1 (41.2)                                    | 9.3 (48.7)                                    | 12.6 (54.7)                                   | 15.2 (59.4)                                   | 15.6 (60.1)                                   | 12.8 (55.0)                                   | 9.1 (48.4)                                    | 4.4 (39.9)                                    | 1.8 (35.2)                                    | 7.5 (45.5)                                    |
| 역대 최저 기온 °C (°F)                            | −15.8 (3.6)                                   | −17.0 (1.4)                                   | −8.3 (17.1)                                   | −5.0 (23.0)                                   | −1.9 (28.6)                                   | 5.2 (41.4)                                    | 6.9 (44.4)                                    | 6.0 (42.8)                                    | 3.6 (38.5)                                    | −1.4 (29.5)                                   | −8.2 (17.2)                                   | −14.8 (5.4)                                   | −17.0 (1.4)                                   |
| 평균 강수량 mm (인치)                             | 52.7 (2.07)                                   | 56.8 (2.24)                                   | 54.0 (2.13)                                   | 72.0 (2.83)                                   | 75.6 (2.98)                                   | 69.9 (2.75)                                   | 37.4 (1.47)                                   | 49.7 (1.96)                                   | 87.6 (3.45)                                   | 85.7 (3.37)                                   | 94.7 (3.73)                                   | 68.4 (2.69)                                   | 804.5 (31.67)                                 |
| 평균 강수일수 (≥ 1.0 mm)                          | 7.1                                           | 7.1                                           | 7.0                                           | 8.7                                           | 8.4                                           | 7.1                                           | 4.7                                           | 4.9                                           | 6.5                                           | 7.7                                           | 8.4                                           | 7.8                                           | 85.4                                          |
| 평균 상대 습도 (%)                                | 83                                            | 77                                            | 73                                            | 74                                            | 74                                            | 71                                            | 68                                            | 69                                            | 71                                            | 76                                            | 82                                            | 85                                            | 75                                            |
| 출처: Servizio Meteorologico (humidity 1968–1990) |                                               |                                               |                                               |                                               |                                               |                                               |                                               |                                               |                                               |                                               |                                               |                                               |                                               |

## 주요 볼거리
1. 11월 4일 광장 Piazza IV Novembre

오랫동안 페루지아의 중심가였으며, 광장의 중심에는 대부수가 있어 계단에서 앉아 쉬어 가기 좋다. 버스 정류장이 있는 이탈리아 광장에서 도보로 7분 정도 소요.
이 광장은 페루지아에서 유학 중인 한인들이 추억을 쌓는 장소이기도 하다.
2. 프리오리 궁전 Palazzo Dei Priori
페루지아의 중심이다.
입구에 그리포(il Grifo)와 사자(il Leone)가 Sala dei Notari(공증인의 방)로 올라가는 계단 위에 청동 부조로 남아 있는데(복제품, 원품은 건물 내부에) 이 두 마리의 동물은 페루지아의 심불이기도 하다
그리고 프리오리 궁전 건물안의 여러 방 중에서 우디엔자의 방(La Sala dell'Udienza)안에는 페루지아 출신의 유명한 중세 화가였던 페루지노(본명 : 피에트로 바눈치)의 그림이 남아 있다.
3. 성 프란체스코 광장 Piazza S. Francesco
이탈리아의 광장 중에 드물게 잔디가 있는 곳으로 이곳에는 늘 많은 사람이 앉아 있다.
광장 전면부에는 산 베르나르디노 예배당이 있으며 왼쪽의 르네상스식 작은 아치문을 통해 들어가면 국립 미술원과 이스티투노 아르테(Istituto d'arte)  가 있다.
4. 산 도메니코 성당 Chiesa S. Domenico
움브리아 주에서 가장 큰 성당
이곳에 국립 고고학 박물관이 위치한다. 또한 이 근처에서 바라본 시 외관의 풍경이 참으로 아름답다.
5. 에트루리아 문 Acro Etrusco
에트루리아인이 만든 거대한 성문
이탈리아 광장에서 북쪽으로 도보로 5분 정도 되는 곳에 위치하는 기원전 3세기경 에트루리아인이 만든 거대한 성문이다. 수천년이 지나도록 그 모습이 보존되고 있다.

## 여행자 안내소
11월 4일 광장(Piazza IV Novembre)의 프리오리 궁전(Palazzo dei Priori)있는 곳에 위치.

## 인구

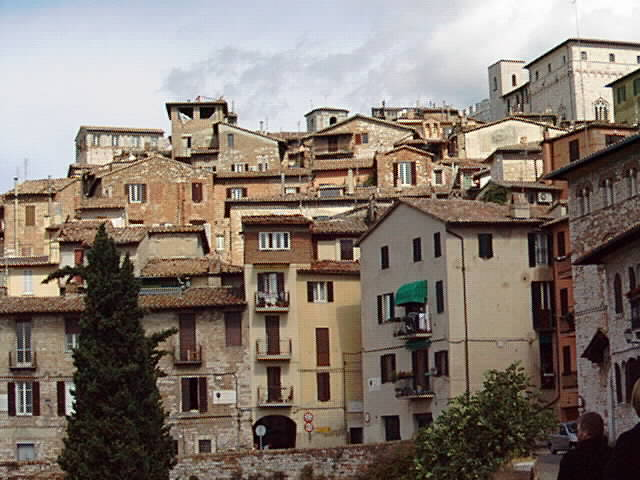
페루자의 주거지

2007년 기준으로 페루자에는 163,287명이 거주하며, 그 중 47.7%는 남성이고 52.3%는 여성이다. 미성년자(18세 이하)는 전체 인구에 16.41&이며 연금 수급자의 21.51%와 비교된다. 이 수치는 이탈리아 평균인 18.06%(미성년자)와 19.94%(연금 수급자)와 대조된다. 페루자 거주민의 평균 나이는 44세이며 이탈리아 평균 나이는 42세이다. 2002년부터 2007년까지 5년 사이에, 페루자의 인구는 7.86%가 증가한 반면에 이탈리아는 3.85%에 그쳤다.

## 교육

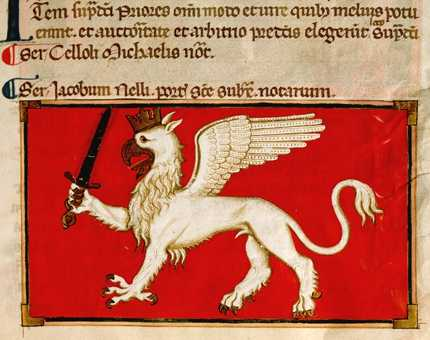
중세시대 라틴어 문서에 있는 페루자 그리핀.

페루자는 오늘날에 두 개의 대학교가 위치해있는데, 하나는 오랜 역사를 지닌 페루자 대학교이고 나머지는 페루자 외국인 대학교이다. 페루자 외국인 대학교는 전 세계 출신의 학생들에게 이탈리아어와 문화를 가르치는 학교이다. 다른 교육 시설로는 피에트로 바누치 페루자 미술 아카데미(1573년 설립), 페루자 고전 음악 학교, 이탈리아 방송 협회 라디오-TV 저널리즘 공공 방송 학교등이 있다.

## 스포츠

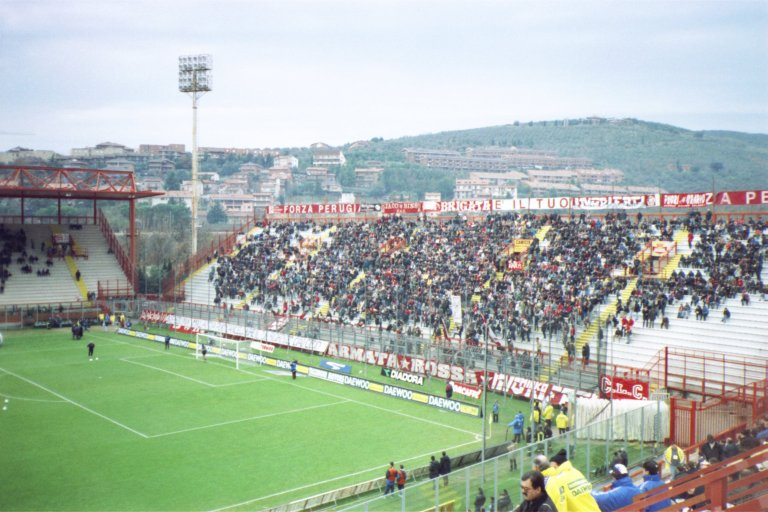
AC 페루자 칼초는 28,000명을 수용하는 스타디오 레나토 쿠리에서 홈 경기를 치른다.

AC 페루자 칼초는 페루자의 핵심 축구 팀이며, 현재 두 번째로 높은 상위 리그인 세리에 B에 참가하고 있다. 경기 도중에 사망한 선수의 이름이 붙은 28,000석의 스타디오 레나토 쿠리에서 홈 경기를 치른다. 1983년부터 2001년까지 이탈리아 축구 국가대표팀의 경기가 총 4 차례 열렸다.

## 자매 도시
출처
- 프랑스 엑상프로방스[22][23]
- 슬로바키아 브라티슬라바, 1962년 이후[24]
- 미국 그랜드래피즈
- 미국 스크랜턴
- 독일 포츠담[25]
- 미국 시애틀
- 독일 튀빙겐